# 8882 Сакаетамура
8882 Сакаетамура (8882 Sakaetamura) — астероїд головного поясу, відкритий 10 січня 1994 року.
Тіссеранів параметр щодо Юпітера — 3,414.
Названо на честь Сакае Тамури (яп. さかえ・たむら(田村栄) сакае тамура).